# Eule (Berg)

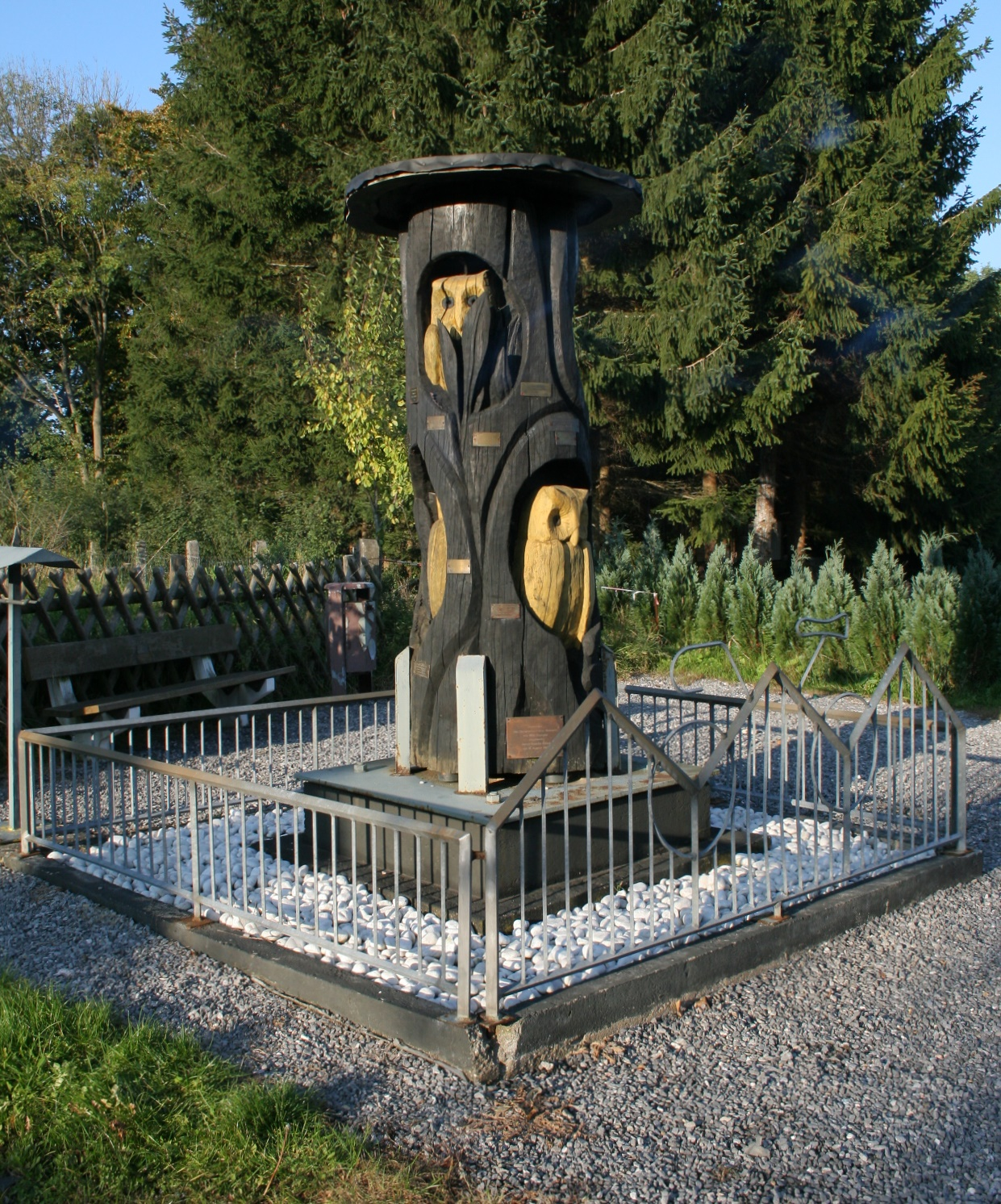
Radsportdenkmal (2007)

Die Eule ist ein unter Radrennfahrern bekannter Berg in  Fröndenberg/Ruhr. Seine 1.200 m Anstieg sind im Mittel 7,7 % steil, die maximale Steigung beträgt 10,8 %. Es werden 84 Höhenmeter überwunden.
1999, 2006 und 2008 war die Eule Bergwertung der Deutschland Tour. Bei der Austragung 2006 konnte Erik Zabel dort im Alleingang einen für einen Sprinter untypischen Bergwertungspunkt gewinnen. Dank dieser Prominenz können auch Hobbyfahrer die Angaben der noch zu absolvierenden Meter auf der Straße nutzen.
„Den Radsportlern aller Nationen“ ist von Willi Kemper ein auf dem Berg errichtetes Ehrenmal gewidmet, das durch Gustav Kilian am 19. August 1989 eingeweiht wurde. Das Radsportdenkmal musste 2016 restauriert werden, da der Stamm im unteren Bereich vermodert war.